# Меркадо, Сихифредо
Сихифре́до Мерка́до Са́энс (исп. Sigifredo Mercado Sáenz; род. 12 декабря 1968, Толука-де-Лердо, Мексика) — мексиканский футболист, защитник. Известен по выступлениям за «Пуэблу», «Леон» и сборную Мексики. Участник чемпионата мира 2002 года.

## Клубная карьера
Меркадо начал карьеру в клубе «Анхелес де Пуэбла». В 1987 году он дебютировал за клуб. В 1988 году Сихифредо перешёл в Пуэблу. В сезоне 1989/1990 он выиграл мексиканскую Примеру и Кубок Мексики. В 1991 году Меркадо помог команде завоевать Кубок чемпионов КОНКАКАФ. В 1993 году он покинул команду и на протяжении двух сезонов выступал за «Толуку», которой помог выиграть национальный кубок. Летом 1995 году Меркадо перешёл в «Леон». По окончании сезона Сихифредо вернулся в «Пуэблу», но уже через год опять выступал за «Леон». В 2001 году он подписал контракт с «Атласом», но после двух сезонов в третий раз присоединился к «Пуэбле». Сезон 2005/2006 Меркадо провёл в «Сакатепеке» и по его окончании завершил карьеру.

## Международная карьера
7 февраля 1998 года в матче Золотого кубка КОНКАКАФ против сборной Гондураса Меркадо дебютировал за сборную Мексики. В 2001 году Сихифредо принял участие в Кубке Америки. На турнире он сыграл в поединках против сборных Бразилии, Парагвая, Перу, Чили, Уругвая и Колумбии. В 2002 году Габриэль был включен в заявку национальной команды на участие в чемпионате мира в Японии и Южной Кореи. На турнире он сыграл в матчах против Эквадора, США и Хорватии. Сразу после окончания первенства Меркадо завершил карьеру в сборной.

## Достижения
Командные
 «Пуэбла»
- Чемпионат Мексики по футболу — 1989/1990
- Обладатель Кубка Мексики — 1989/1990
- Обладатель Кубка чемпионов КОНКАКАФ — 1991

 «Толука»
- Обладатель Кубка Мексики — 1994/1995

Международные
 Мексика
- Золотой кубок КОНКАКАФ — 1998
- Кубок Америки по футболу — 2001